# Wicht (Rapper)
Wicht (* 29. Juni 1981 in Thalwil; bürgerlich Gavin Rust) ist ein Schweizer Rapper philippinischer Abstammung aus Zürich. Er trat früher auch unter dem Künstlernamen Chli Wicht auf. Er steht beim Schweizer Label No Code Music unter Vertrag.

## Biografie
Mitte der 1990er Jahre war Wicht vor allem als DJ aktiv. Zudem zeigte er sich auch als Organisator verschiedenster Hip-Hop-Events in der Region. Daneben studierte er an der Zürcher Kunstschule F+F. So war Wicht für Drehbuch, Regie und Schnitt des Filmprojekts Toyz verantwortlich. Die Filmpremiere dazu fand in der Roten Fabrik statt. 1999 begann der Zürcher, erstmals zu rappen. So entstanden in kurzer Zeit Zusammenarbeiten mit regionalen Künstlern wie E.K.R. 2003 erschien dessen EP Ich bin au, auf welcher Wicht auf dem Titelsong ebenfalls vertreten war. Kurz darauf folgten einige Auftritte, unter anderem an der Slangnacht 2003. Im Jahr 2004 veröffentlichte er die Maxi Heb d'Frässi, welche als Vorgeschmack auf sein Debütalbum diente. Wichtig erschien am 11. Mai 2005 unter seinem neuen Künstlernamen Wicht. Zu diesem Release veröffentlichte Wicht drei Videos und begab sich auf eine schweizweite Tour. Ein Jahr darauf veröffentlichte er das kostenlose Mixtape Blauwiis, auf welchem unter anderem Sulaya vertreten war. Danach fiel Wicht vor allem durch einzelne Songs auf DJ-Mixtapes auf. So erschien auf dem Mixtape Wer hatz erfunden? von DJ Sweap & DJ Pfund 500 gemeinsam mit Kool Savas der Song Get high/Geht heim
Am 26. September 2008 veröffentlichte Wicht sein zweites Soloalbum Action Rap. Produziert wurde der Tonträger von DJ Sweap, Crada und Undercover Molotov. Gastbeiträge stammten von Griot, E.K.R. und Dezmond Dez.
Im September 2010 erschien Wichts drittes Soloalbum Human. Dazu erschien ein Videoclip zum Song Es gaht wiiter. Im Jahr 2013 veröffentlichte er im Juni die Fortsetzung bw2 des Mixtapes Blauwiis (2006).
Im April 2015 wurde das Album „Talisman“ veröffentlicht. Stef la Chef und Tommy Vercetti sind als Gastfeatures auf diesem Tonträger present. Produzent dieses Albums war der Labelchef Sergio Araya von Nocode. Talisman ist das abschliessende projekt der Solokarriere von Wicht.

## Diskografie
- 2004: Heb d'Frässi (Maxi)
- 2005: Wichtig (Album)
- 2006: Blauwiis (Kostenloses Mixtape)
- 2008: Action Rap (Album)
- 2010: Human (Album)
- 2013: Bw2 (Mixtape)
- 2015: Talisman (Album)
- 2017: Bw3 (Album & Mixtape)
- 2020: Chriäger (EP)
- 2020: Brüeder (EP)
- 2020: Anima (EP)
- 2022: Goldruusch (EP)